# Lonchurus lanceolatus
Lonchurus lanceolatus is een straalvinnige vissensoort uit de familie van ombervissen (Sciaenidae). De wetenschappelijke naam van de soort is voor het eerst geldig gepubliceerd in 1788 door Bloch.
De vis wordt in vrij kleine aantallen in de kustwateren van Suriname aangetroffen.